# Meio-Norte

Sub-regiões do Nordeste: 1 • Meio-norte, 2 • Sertão, 3 • Agreste e 4 • Zona da Mata

O Meio-Norte é uma das quatro sub-regiões do Nordeste do Brasil, englobando o território do Maranhão e a metade oeste do Piauí. Encontram-se aqui duas das nove capitais da região, Teresina e São Luís, e outras importantes cidades no interior como Imperatriz, Timon, Caxias, Açailândia e Balsas no Maranhão, além de Parnaíba, no Piauí. 
Latitudinalmente o Meio-Norte pode ser subdividido em setentrional e meridional, e longitudinalmente em leste e centro-oeste, sendo o leste ocupado pelo Piauí ocidental, e o centro-oeste pelo estado maranhense.

## História

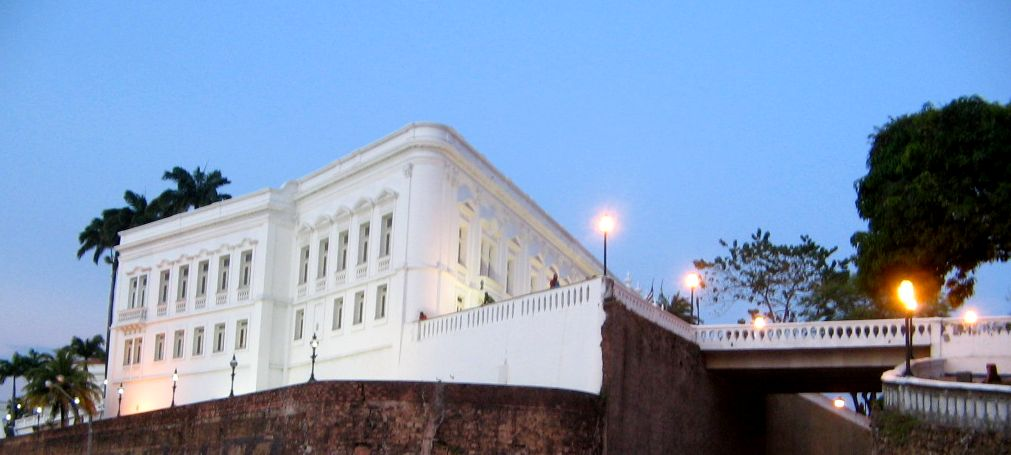
Palácio dos Leões em São Luís, edifício-sede do governo estadual, construído no núcleo onde a cidade foi fundada pelos franceses

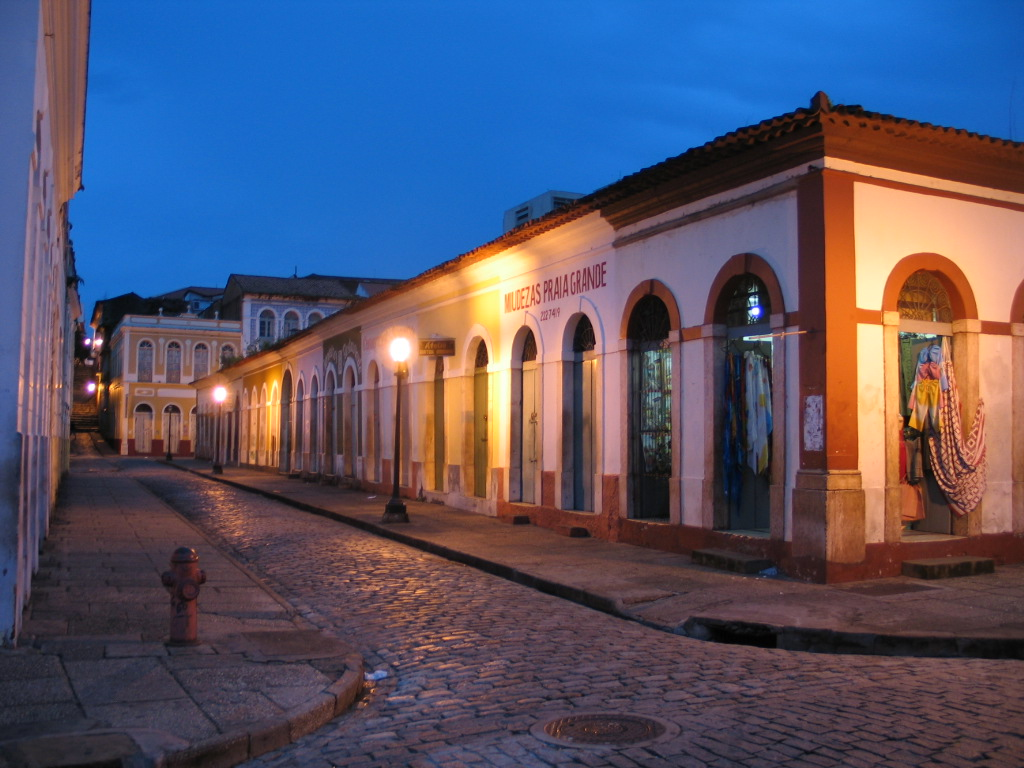
O Centro Histórico de São Luís foi construído durante a expansão econômica provocada pela exportação de algodão

Os primeiros habitantes da região faziam parte de dois grupos indígenas: os tupis e os jês. Os tupis habitavam o litoral e os jês, o interior.
A primeira tentativa de colonização portuguesa no Maranhão se deu em 1536, quando portugueses se estabeleceram na Ilha de São Luís e fundaram uma povoação chamada Nazaré. Esse primeiro intento fracassou, devido à falta de conhecimento da terra, hostilidade dos indígenas e isolamento. O abandono português do Maranhão permitiu com que os franceses ali estabelecessem a colônia da França Equinocial em 1612, com a fundação de São Luís.
Em 1615, com a expulsão dos franceses, a região do Maranhão foi definitivamente incorporada aos domínios portugueses na América. Devido à dificuldade de comunicação do Maranhão com o resto da América Portuguesa, em 1621 foi criado o Estado do Maranhão, separado do Estado do Brasil.
No século XVII, o povoamento do Maranhão ficou restrito à região do Golfão Maranhense, sobretudo à Ilha de São Luís, e a economia local era dependente do trabalho do índio, pois os maranhenses ainda não tinham condição de comprar africanos escravizados.
O Piauí foi colonizado por meio da pecuária, do interior para o litoral, a partir da segunda metade do século XVII, com a chegada de vaqueiros vindos das margens baianas do Rio São Francisco, no contexto da expansão da pecuária. A pecuária piauiense também foi para o lado maranhense do Rio Parnaíba, povoando o sudeste do Maranhão, onde foi fundada Pastos Bons.
No século XVIII, a economia do Maranhão foi baseada no cultivo da cana-de-açúcar, arroz e algodão, com o uso da mão-de-obra africana escravizada. Nessa época, a colonização do Maranhão foi para o interior, seguindo o curso dos rios que desembocam no Golfão Maranhense.
Em 1758, foi criada a Capitania do Piauí, desmembrada da do Maranhão, sediada na Vila da Mocha, renomeada anos depois para Oeiras. Em 1852, Teresina se tornou a capital piauiense.
Com a Revolução Americana, o cultivo de algodão no Maranhão passou a ter ainda mais destaque.
Piauí e Maranhão só se separaram de Portugal, unindo-se ao Brasil, em 1823, ano seguinte à Independência, destacando-se a Batalha do Jenipapo, em Campo Maior (PI).
Após o fim da Guerra Civil dos Estados Unidos, quando perdeu espaço na exportação de algodão, a economia maranhense entrou em colapso; somente após o final da década de 1960 que o estado passou a receber incentivos e saiu do isolamento, com ligações férreas e rodoviárias com outras regiões.
Nas primeiras décadas do século XX, a economia maranhense e piauiense passou a ser baseada na extração de carnaúba e babaçu, o que trouxe para ambos os estados migrantes vindos do Pará e dos interiores do Ceará, Pernambuco e Bahia.
Mais recentemente, destaca-se o avanço do agronegócio na região conhecida como MATOPIBA.

## Geografia
O Meio-Norte é uma faixa de transição entre a Amazônia e o Nordeste. Uma de suas formações vegetais (além da Amazônia e do Cerrado) é conhecida como Mata dos Cocais,  em razão da grande quantidade das palmeiras de babaçu e carnaúba encontradas na região. A Mata dos Cocais é uma área de contato e transição entre a Caatinga, o Cerrado e a Floresta Tropical.

### Relevo

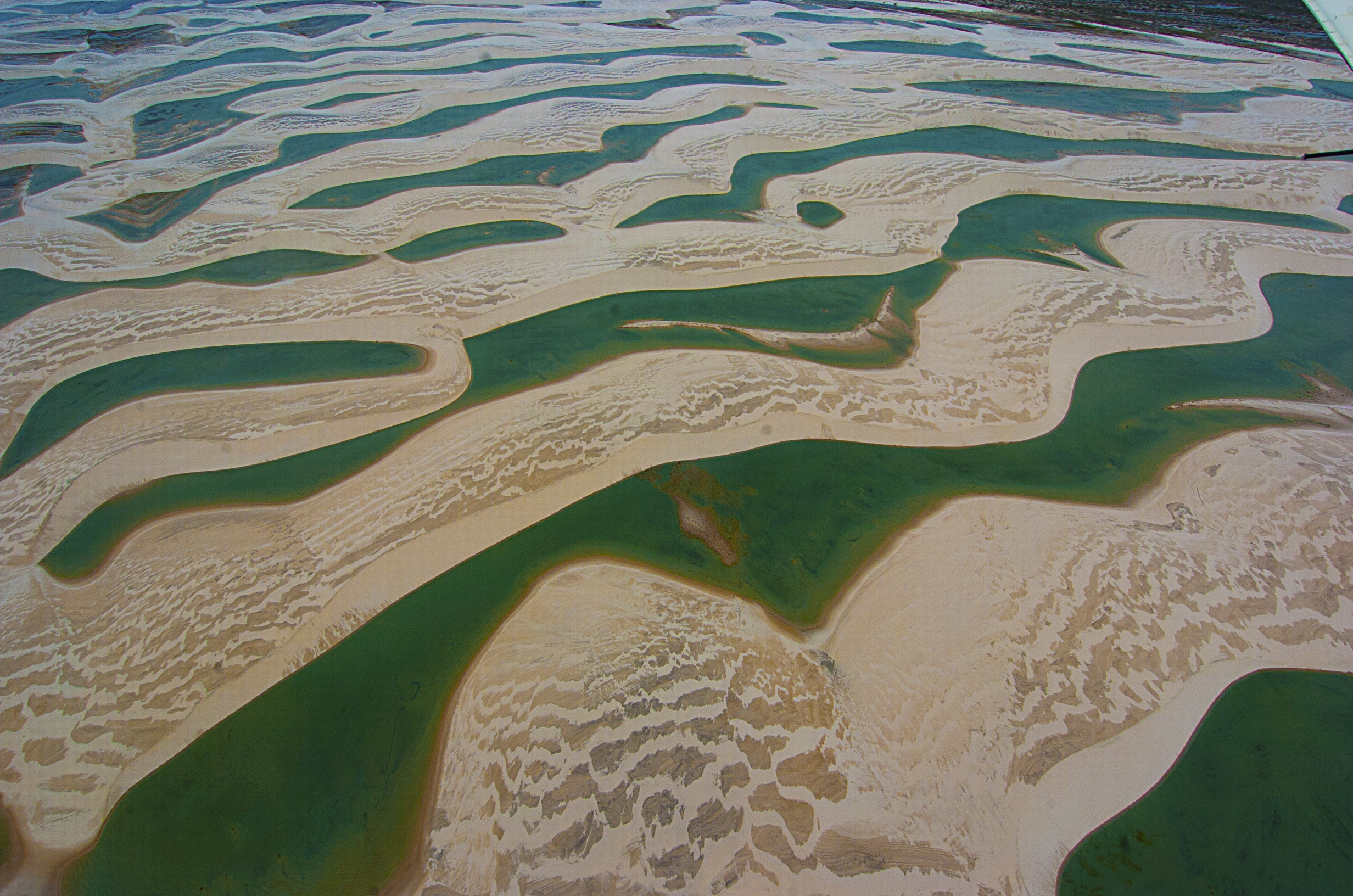
Lençóis Maranhenses

O Meio Norte é localizado em uma estrutura rochosa formada pela Bacia Sedimentar do Parnaíba, possuindo diversas formas de relevo. Na bacia do Parnaíba, foi descoberto gás natural, utilizado no Complexo Termelétrico Parnaíba, localizado em Santo Antônio dos Lopes (MA).
Há uma extensa planície no norte maranhense, correspondendo aos terrenos com amplitudes altimétricas inferiores a 200 m, que penetram para o interior, acompanhando os vales dos rios, formando planícies aluviais (Mearim, Itapecuru e Parnaíba). No litoral leste do Maranhão encontra-se o Parque Nacional dos Lençóis Maranhenses, e na divisa com o Piauí, o Delta do Parnaíba, importantes atrações turísticas.
O litoral do Maranhão tem aproximadamente 640 km, sendo o segundo mais extenso do Brasil, superado apenas pelo da Bahia. A faixa litorânea do Maranhão pode ser dividida em Litoral Ocidental, Golfão Maranhense e Litoral Oriental.
No litoral Ocidental, os cursos fluviais como o Turiaçu, o Gurupi, o Maracaçumé e o Tromaí (nos quais a maré enchente penetra vários quilômetros para o interior) deram origem a extensas superfícies aluviais, recortadas por um grande conjunto de baías conectadas por canais divagantes e furos que delimitam exuberantes manguezais, intercalados por ilhas, cordões litorâneos, lagoas, vasas e praias cuja largura, muitas vezes, supera 1 km. A área de Preservação Ambiental das Reentrâncias Maranhenses se localiza nessa região.
O Golfão Maranhense possui características comuns ao Litoral Ocidental e ao Litoral Oriental. A proximidade do Equador e a configuração do relevo favorecem a amplitude das marés, que alcançam até 7,2 m, e penetram os leitos dos rios causando influências até cerca de 150 km do litoral. É onde fica a ilha de Upaon-Açu (São Luís). Aproveitando-se da profundidade natural, foram construídos o Porto de Itaqui e o porto de Ponta da Madeira.
No litoral Oriental, a costa de dunas e restingas é formada por superfícies exclusivamente arenosas com ausência de cobertura vegetal ou com cobertura vegetal parcial, com dunas móveis e fixas intercalas por lagoas de origem pluvial, contendo água doce. Nessa região, localizam-se o Parque Nacional dos Lençóis Maranhenses e o Delta do Parnaíba, importantes destinos turísticos.
A Baixada Maranhense, no entorno do Golfão, tem relevo plano a suavemente ondulado contendo extensas áreas rebaixadas que são alagadas durante o período chuvoso, formando extensos lagos interligados, associados aos baixos cursos dos rios Mearim, Grajaú, Pindaré e Pericumã.
O planalto abrange as áreas mais elevadas do centro-sul do Estado, com altitudes entre 200 e 800 metros. Destaca-se. nessa região o Parque Nacional da Chapada das Mesas.
O planalto maranhense abrange as áreas mais elevadas do centro-sul do estado, com altitudes entre 200 e 800 metros. Subdivide-se nas seguintes unidades geomorfológicas: Pediplano Central (área norte, com 686 m;  destacando-se as Serras de Cinta, Negra, Branca, Alpercatas e Itapecuru), Planalto Oriental (Serra do Valentim), Planalto Ocidental (serras do Gurupi, Tiracambu e Desordem), Depressão do Balsas (com cotas máximas alcançando os 350 m) e Planalto Meridional.
Ao longo das divisas com o Ceará, Pernambuco e Bahia, nas chapadas de Ibiapaba e do Araripe, a leste, e da Tabatinga e Mangabeiras, ao sul, encontram-se as maiores altitudes da região, situadas em torno de novecentos metros de altitude. Entre essas zonas elevadas e o curso dos rios que permeiam o estado, como, por exemplo, o Gurgueia, o Fidalgo, o Uruçuí Preto e o Parnaíba, encontram-se formações tabulares, contornadas por escarpas íngremes, resultantes da áreas erosivas das águas.
Levando em consideração a extensão territorial do Maranhão e observando o mapa de solos do Brasil é possível perceber a variedade de solos desse estado. Por sua posição geográfica, predominam solos tropicais. Pelo predomínio de rochas sedimentares, são grandes as extensões cobertas por latossolos (solos ácidos, na bacia do Tocantins e do Itapecuru), argissolos (médio Mearim e vale do Itapecuru), plintosolos (Leste e Baixada Maranhense), neossolos (Rio Mearim), entre outros.
Nota-se também, em razão do intemperismo e remobilização de óxidos e hidróxidos de alumínio, ferro e manganês, solos de perfil laterítico, como entre os rios Gurupi, Pindaré, Buriticupu, Zutiua e Grajaú.

### Clima
Essa região tem diferenças de clima, podendo ser observados três tipos: Equatorial, Tropical semiúmido e Tropical semiárido. 
- Equatorial:, ocorrendo no extremo oeste, sendo quente e chuvoso, regido pelo deslocamento da Zona de Convergência Intertropical (ZCIT) e pela Massa Equatorial Continental (mEc), ambas com marcante atuação no outono e inverno. Registra-se curto período seco de inverno e parte da primavera, variando de dois a três meses. A pluviosidade gira em torno de 2.000 a 2.500 mm ao ano.[7]
- Tropical semiúmido: na região central, apresenta um período seco entre cinco a seis meses, entre o inverno e a primavera, em razão de uma influência menos expressiva das massas de ar citadas. O regime pluviométrico é de 1.000 a 1.200 mm ao ano.[7]
- Tropical semiárido: é o clima mais seco, ocorrendo no estado do Piauí com precipitação entre 500 a 1000 milímetros.

### Hidrografia

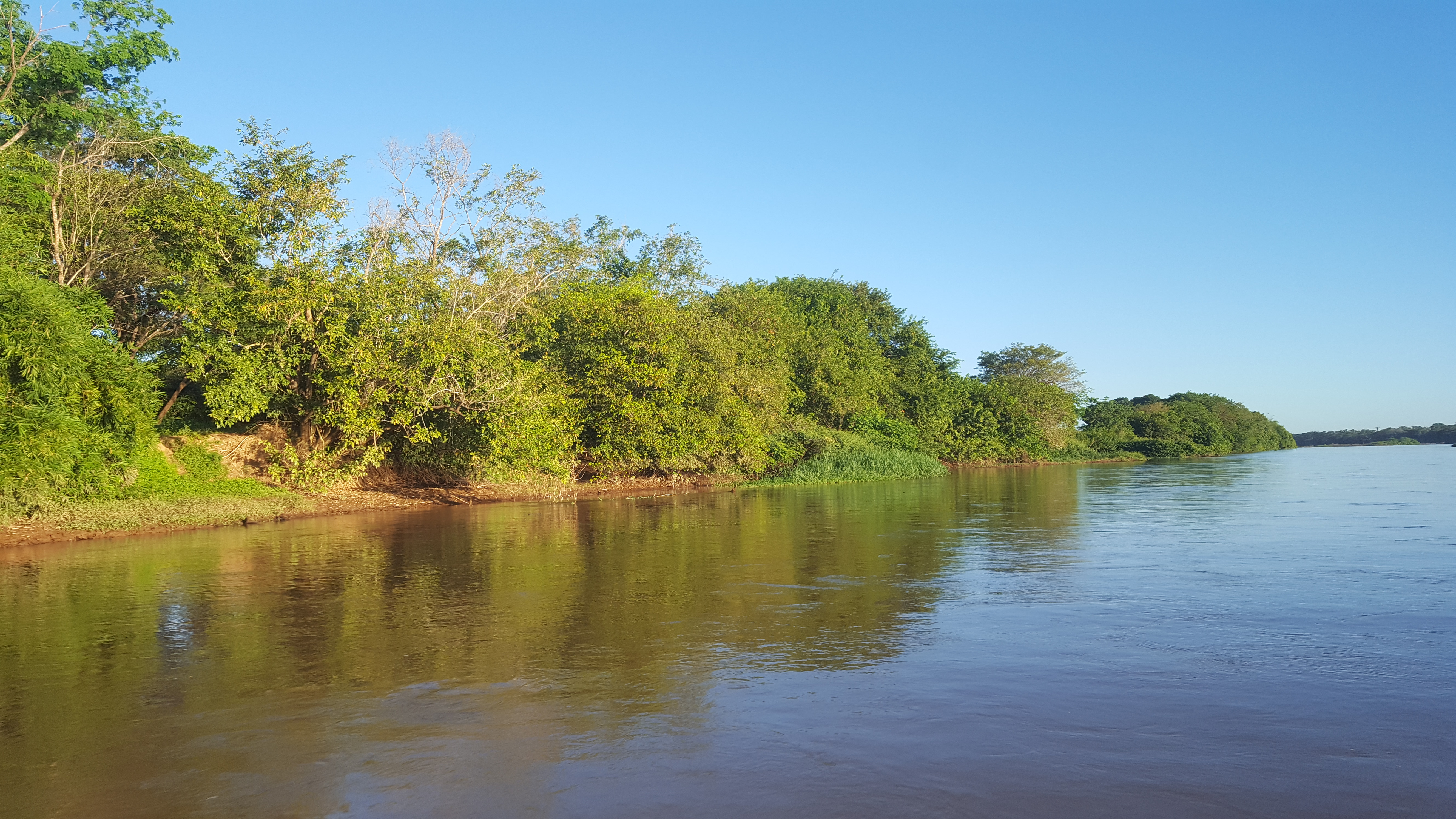
Rio Parnaíba

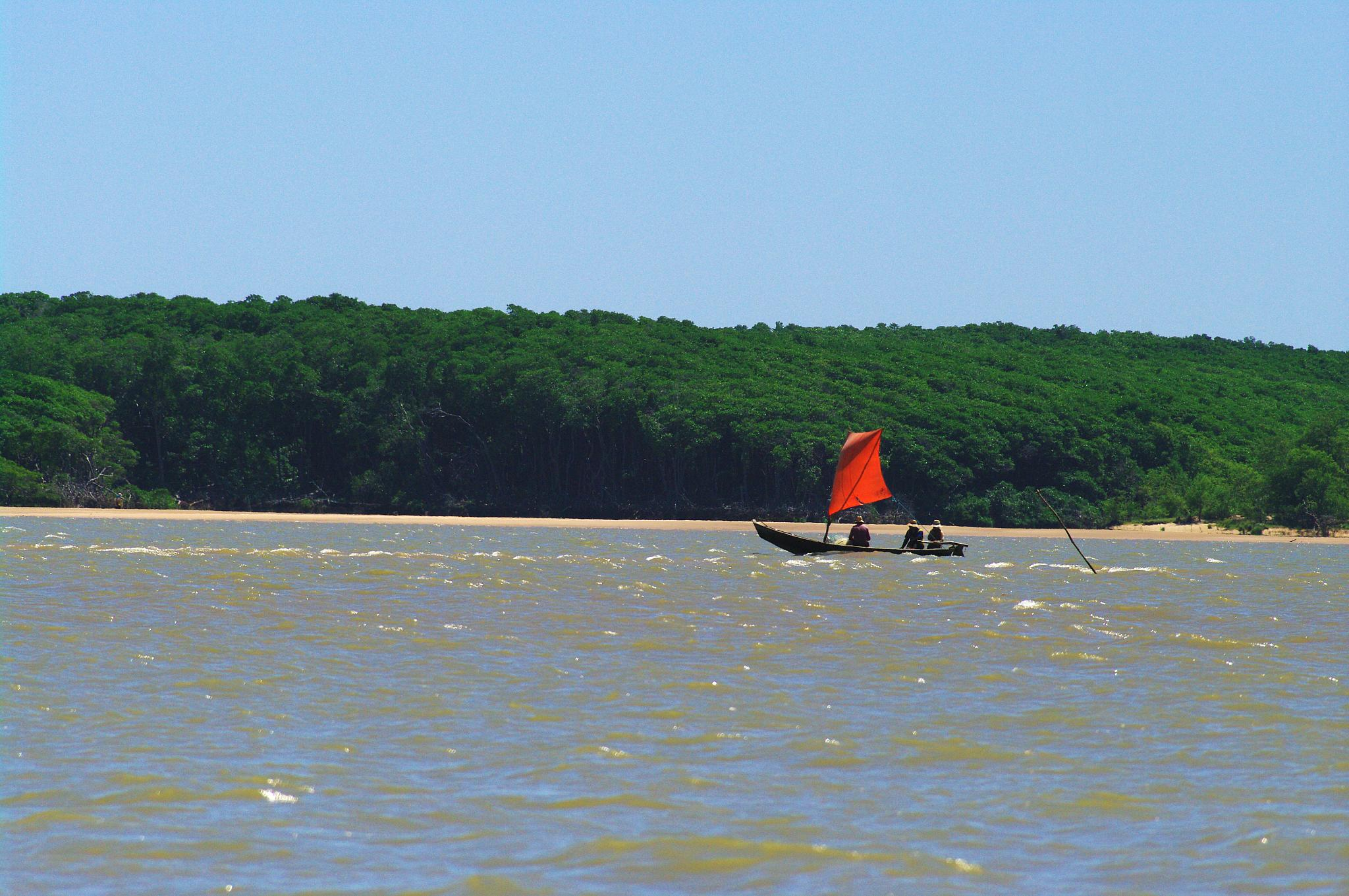
Delta do Parnaíba

O rio Parnaíba, que forma a Região Hidrográfica do Parnaíba, possui área de 331.441,5 km², sendo a maior bacia hidrográfica da região, ocupando áreas dos estados do Piauí (99%), Maranhão (19%) e do Ceará (10%). Seus principais afluentes são os rios Poti, Gurgueia, Canindé, Uruçuí-Preto, Longá, das Balsas, Igaraçu.
O Maranhão ocupa 62.936,6 km² da bacia, e os municípios inseridos nela são os seguintes: Parnarama, Matões, Timon, Caxias, Coelho Neto, Duque Bacelar e Lagoa do Mato.
Na margem piauiense, o rio banha as cidades de Floriano, Buriti dos Lopes e a capital do estado, Teresina, dentre outras, e deságua na cidade de Parnaíba, onde forma o Delta das Américas.
O Bacia Hidrográfica do rio Mearim ocupa 99.58 km² (29,84% da território do Maranhão), nascendo na serra da Menina e desaguando na Baía de São Marcos, com um percurso de 930 km de extensão. Seus principais afluentes são os rio Pindaré e o rio Grajaú. Em sua foz, ocorre o fenômeno da Pororoca.
A bacia do Itapecuru, com área de 52.972 km², corresponde a 16% do estado do Maranhão. O rio Itapecuru tem seu regime fluvial tropical com variações regionais provocadas pela regime de chuvas. Na parte média e baixa, onde estão situados os municípios do Território dos Cocais, verifica-se maior regularidade das chuvas, caracterizando um regime mais torrencial. Esse rio é responsável pelo abastecimento de 65% da população da cidade de São Luís, através do sistema Italuís. Os municípios dos Cocais inseridos na bacia são os seguintes: Aldeias Altas, Caxias, Codó, Coroatá, Timbiras, São João do Sóter, Fortuna, Buriti Bravo e Lagoa do Mato.
A Bacia Hidrográfica do rio Tocantins ocupa uma área de 30.665,15 km² no Maranhão, representando cerca de 9,24% da área total do Estado, banhando a cidade de Imperatriz. O rios Tocantins ocupa a região do cerrado maranhense e junto ao seu afluente rio Manuel Alves Grande, forma a divisa com o estado do Tocantins, além de formar o acúmulo do aquífero Tocantins-Araguaia.
A bacia do Munim, com 15.918,04 km², correspondendo a 4,79% da área do estado, também integra a Região Hidrográfica do Atlântico Nordeste Ocidental, banha a mesorregião do Leste Maranhense e nela estão contidos os municípios: Afonso Cunha, Coelho Neto, Aldeias Altas, Duque Bacelar e Caxias.
O rio Gurupi é formado pela confluência entre os rios Itinga e Açailândia, aproximadamente a 14 km acima do município de Itinga do Maranhão. O rio Itinga nasce na serra do Gurupi, extensão da serra do Tirambu, em terrenos com cotas superiores a 300 m de altitude, na região a norte de Alfredo Lisboa e deságua no rio Açailândia. Durante um percurso de quase 50 km, faz a divisa com estado do Pará. 
Essas bacias hidrográficas são importantes tanto pelo abastecimento das cidades próximas das margens dos rios quanto para o aproveitamento na irrigação, de forma que o desmatamento de margens e barramentos dos rios contribuem para o aceleramento da erosão, bem como o uso de produtos tóxicos nas plantações de cana de açúcar e eucalipto poluem as águas e reduzem a quantidade e a qualidade desse bem público vulnerável.

### Vegetação

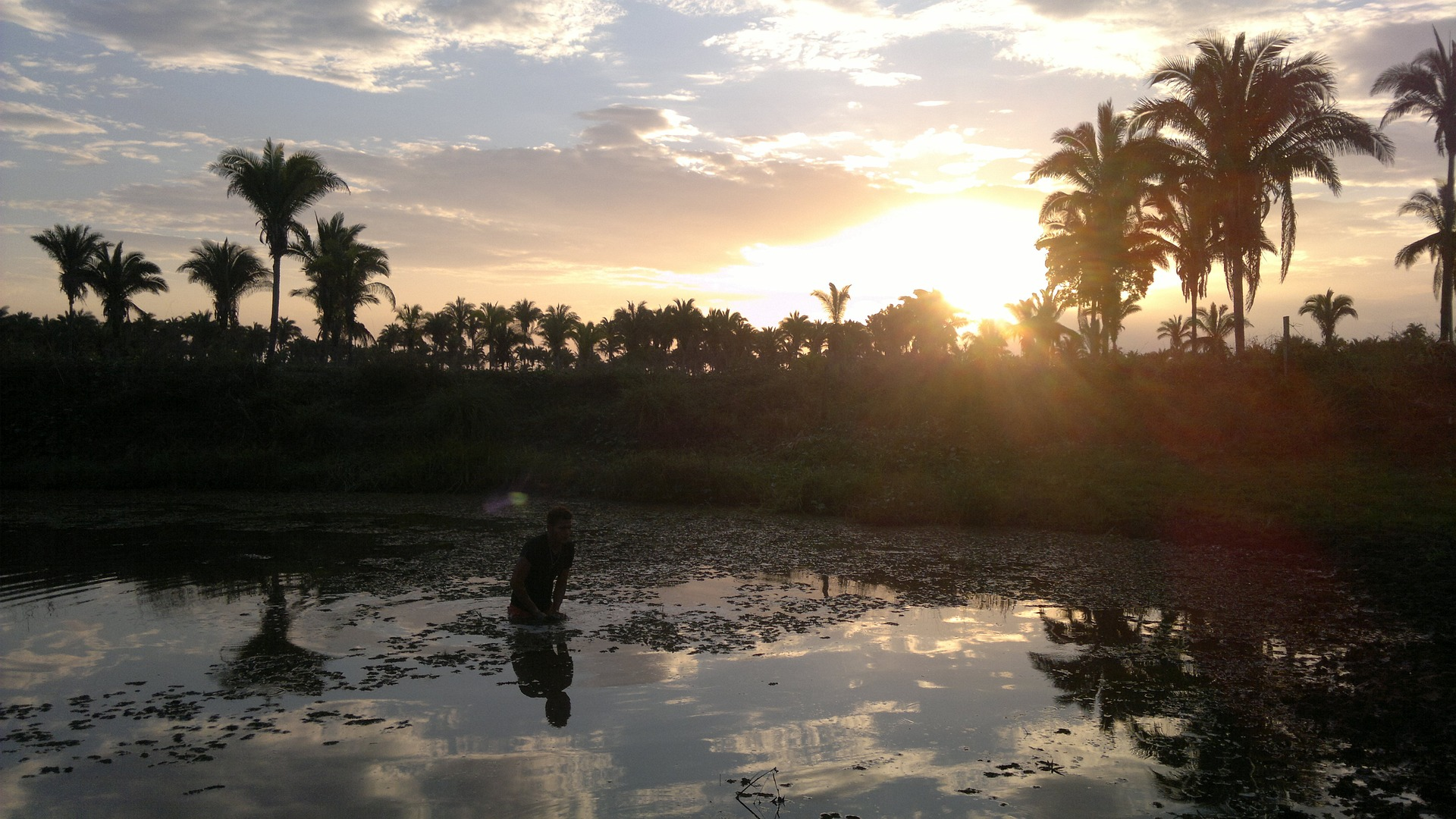
Mata dos Cocais, em Bom Lugar-MA

No Meio-Norte, ocorre uma vegetação transicional entre o cerrado, a Floresta Amazônica e a Caatinga, rica em palmeiras, em especial o babaçu e a carnaúba, conhecida como Mata dos Cocais.
No oeste do Maranhão, delimitada pelo rio Gurupi, ocorre a Floresta Amazônica. A Reserva Biológica do Gurupi fica localizada nessa região.
Encontra-se também nessa região a presença do Cerrado, no sul do Maranhão e do Piauí.
Com 640 km de litoral, o Maranhão tem a maior área de manguezal do país. O desenho irregular desse litoral forma as Reentrâncias Maranhenses, uma área de 12 mil quilômetros quadrados, entre a Baía de São Marcos, em Alcântara, e a Foz do Rio Gurupi, na divisa com o Pará.
A região é recortada por ilhas, dunas, lagoas baías, enseadas, e extensas florestas de mangue. No Campo de Perizes, entre São Luís e Bacabeira, e na Baixada Maranhense, há uma extensa planície de campos alagados.
A área de Preservação Ambiental das Reentrâncias Maranhenses apresenta uma área de 2.680,911 hectares e localiza-se entre a desembocadura do rio Gurupi e a Baía de São Marcos, incluído a Ilha do Cajual, onde está a maior parte dos manguezais do Maranhão.
As Reentrâncias Maranhenses  fazem parte da Rede Hemisférica de Defesa das Aves Limícolas, tendo importância fundamental para as aves migratórias, que voam para a região em busca de descanso, alimentação e para a reprodução. Entre as espécies nativas, há o guará, ave símbolo da região.

## Economia

### Complexo portuário e industrial

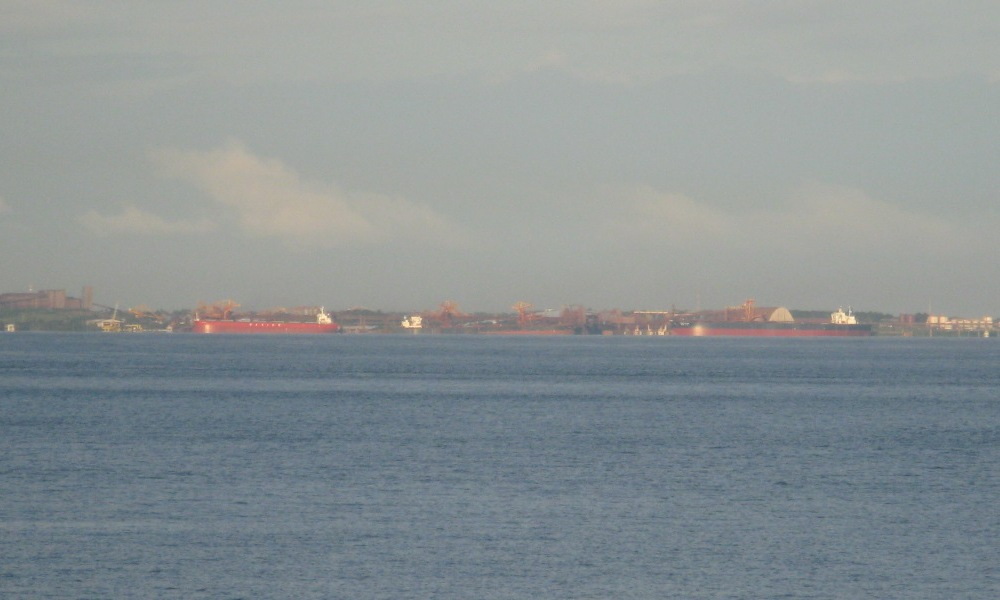
Terminal da Ponta da Madeira, em São Luís

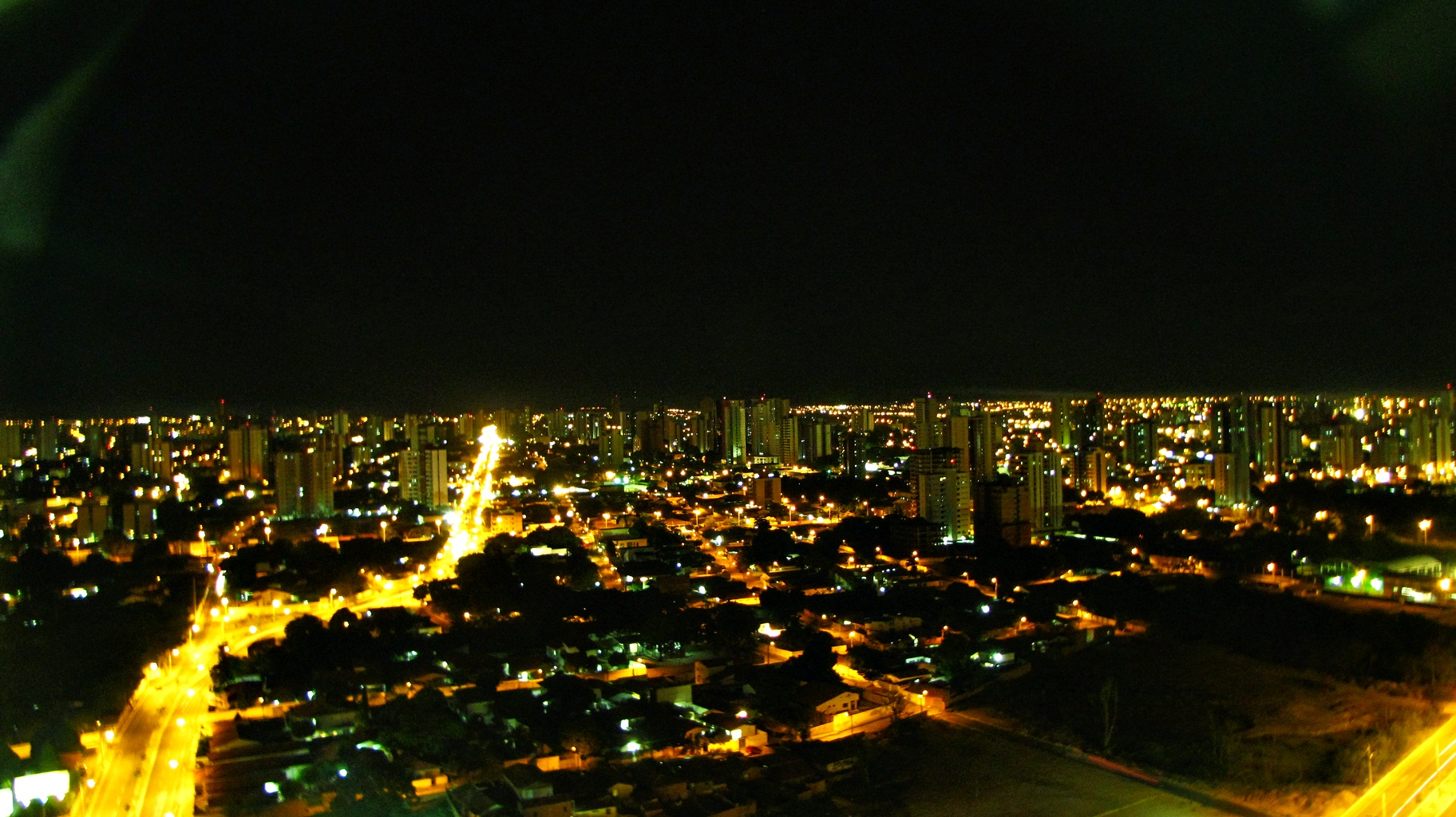
Teresina, a capital do Piauí, uma das cidades mais importantes da região, pelo seu grande e crescente desenvolvimento e pela sua localização estratégica que abrange vasta área de influência

A Ditadura Militar brasileira (1964-1985) incentivou a instalação do Projeto Grande Carajás, no sudeste do Pará, onde existe a maior reserva de ferro do mundo, além de grandes reservas de manganês, cobre e ouro. O Projeto articulou-se com base no corredor de exportação formado pela Ferrovia Carajás, que percorre 890 quilômetros até a cidade de São Luís (MA), onde fica o porto de Ponta da Madeira, que recebe navios graneleiros de até 280 mil toneladas.
O Terminal Marítimo de Ponta da Madeira, porto privado pertencente à Vale é destinado principalmente à exportação de minério de ferro e movimenta anualmente mais de 191 milhões de toneladas em minérios.
O Porto do Itaqui movimenta principalmente soja, milho, fertilizantes, celulose, minérios, contêineres, combustíveis, tendo movimentado 25 milhões de toneladas em 2019, e sendo um corredor logístico para o centro-oeste do país.
O Porto do Consórcio Alumar movimentou 15,3 milhões de toneladas em 2020.
A ferrovia São Luís-Teresina é transporta combustíveis entre o Porto do Itaqui (São Luís) e a cidade de Teresina. No ano de 2012, 1 milhão de litros de gasolina e 1,3 milhão de óleo diesel chegavam diariamente em Teresina. Desse combustível, 60% chega por via ferroviária e 40% pelas estradas. Diariamente, em 2012, 40 vagões com capacidade de 42 mil litros eram desabastecidos em Teresina.
A Ferrovia Teresina-Fortaleza, com ramais nos portos de Mucuripe e Pecém, no Ceará, transporta gusa, produtos siderúrgicos, cimento, coque, clínquer, farinha de trigo e minério entre essas cidades e também até São Luís.
Também foram formadas indústrias de alumina nas regiões portuárias (Albrás e Alunorte em Barcarena, no Pará; e Alumar, em São Luís), aproveitando-se da energia proveniente da Usina Hidrelétrica de Tucuruí (TO) e da Usina Hidrelétrica de Estreito (MA).
A indústria é mais forte e diversificada no complexo industrial (alumina, alimentícia) e portuário de São Luís, enquanto que na Imperatriz também conta com grandes indústrias como a Suzano Celulose. Já a capital do Piauí tem um parque industrial pouco diversificado.

### Energia

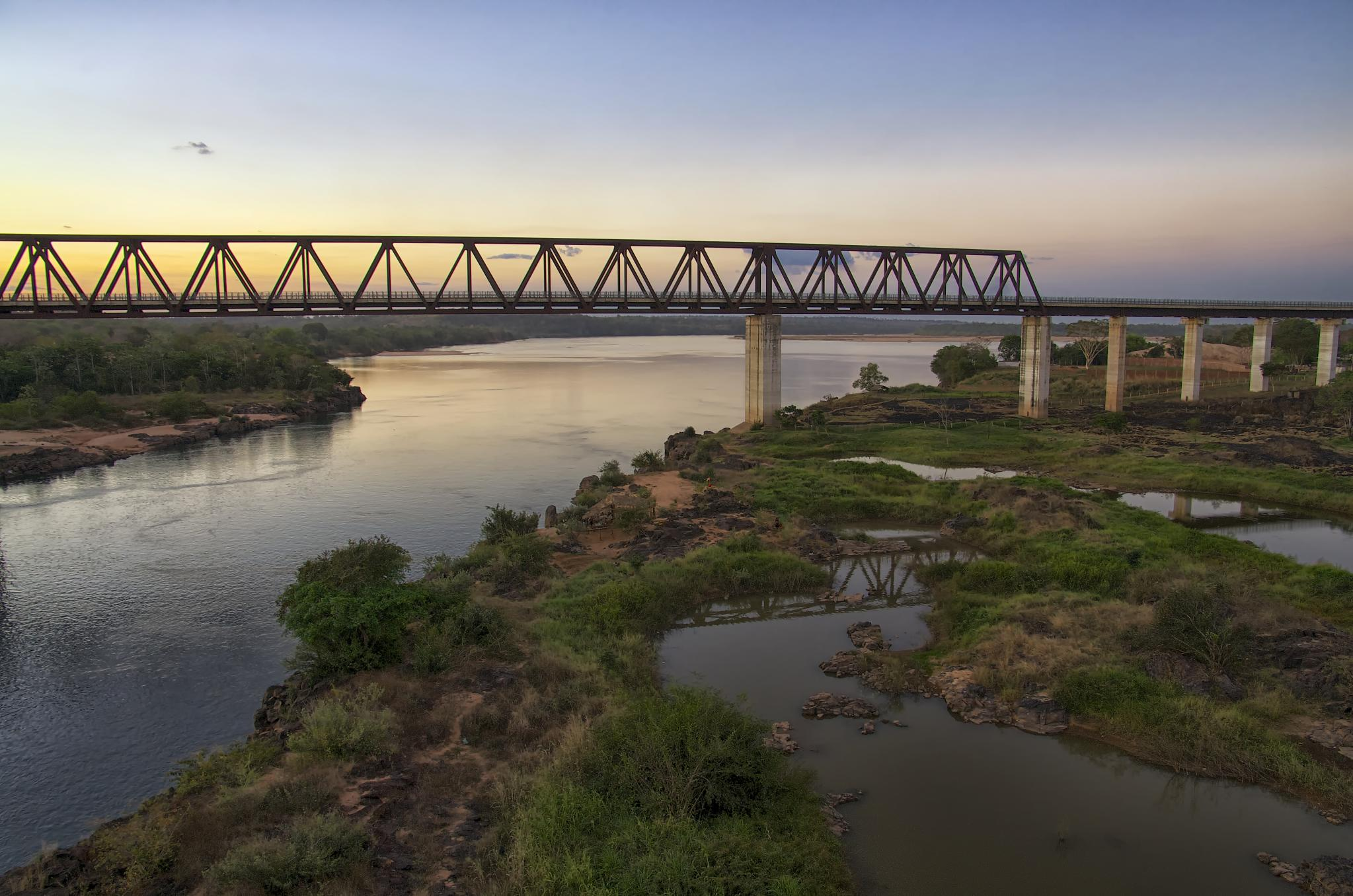
Usina Hidrelétrica de Estreito e Ferrovia Norte-Sul, em Estreito-MA

Além da geração de energia da Usina Hidrelétrica de Estreito (1.087 MW), no rio Tocantins, também existe a Usina Hidrelétrica de Boa Esperança (237,3 W), no rio Parnaíba, com novos projetos de aproveitamento energético dessas bacia hidrográficas
A região tem expandido seu parque de geração de energia eólica, com a instalação dos complexos de Delta 1 e 2 (em Parnaíba) e de Delta 3 (nos Lençóis Maranhenses), dentre outros.  Em 2019, o Piauí era o terceiro maior produtor do País de energia eólica com 1.638,1 MW de capacidade instalada, com 60 parques eólicos em funcionamento, como  Padra do Sal, Araripe I, Araripe II, Araripe III e Chapada do Piauí, superando o consumo mensal do estado. Outras usinas estão em construção e devem gerar mais 1.074 MW ao estado.
Também tem ganhado destaque a expansão da energia solar, com a inauguração do Parque Solar Nova Olinda, com potência de 292 MW.
A geração termelétrica também tem grande relevância, com as usinas maranhenses do Complexo Termelétrico Parnaíba (movido a gás natural; 1,4 GW), Usina Termelétrica Porto do Itaqui (carvão mineral; 360 MW); Usina Termelétrica Suzano Maranhão (biomassa; 254 MW); Usina Termelétrica Gera Maranhão (óleo combustível; 330 MW), o que coloca o Maranhão como o 4º maior de energia termelétrica no Brasil, garantindo sua autossuficiência energética e e tornando o estado o segundo maior produtor de energia do Nordeste.

### Agropecuária

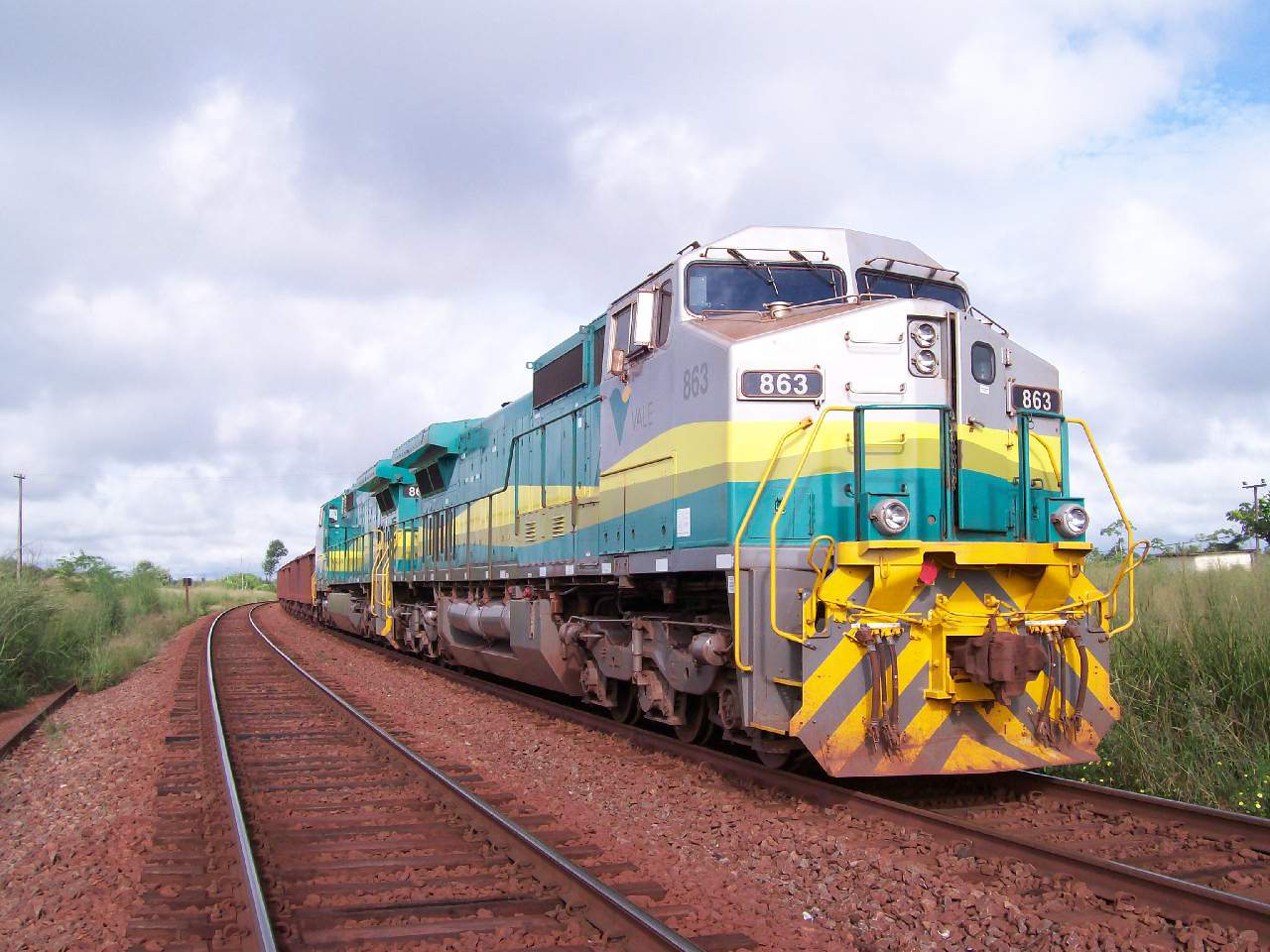
Estrada de Ferro Carajás, em Açailândia

O avanço da agricultura nesta zona geográfica ocorre sobretudo com a soja, mas também com arroz, milho e algodão. A produção de soja, de algodão e de milho concentra-se no sul desta sub-região, que faz parte do cerrado nordestino. No Piauí, destacam-se as cidades de Uruçuí, Bom Jesus e Ribeiro Gonçalves. No Maranhão, onde se destaca a cidade de Balsas, o desenvolvimento é facilitado pelas excelentes condições de logística da região para exportação. 
Desde 1992, quando começou a funcionar o Corredor de Exportação Norte, toda a produção agrícola do sul do Maranhão passou a escoar para o Porto do Itaqui, em São Luís, por um longo trecho de estrada de ferro operado pela Vale. O cultivo nessa área é realizado em fazendas altamente mecanizadas, com um dos os melhores índices de produtividade agrícola por hectare no Brasil. Tem ainda como benefício a menor distância em relação ao mercado europeu.
Posteriormente, a Ferrovia Norte-Sul integrou a cidade de Anapólis, em Goiás, atravessando o estado do Tocantins e se conectando à ferrovia Carajás, na cidade de Açailândia, ampliando a capacidade de exportação, pelos portos de São Luís, da produção agrícola do Centro-Oeste. 
Com a construção do Terminal de Grãos do Maranhão (Tegram) no porto de Itaqui, ampliou-se a capacidade de exportação de grãos como soja, milho e arroz, utilizando-se da infraestrutura da Ferrovia Carajás para escoamento da produção do sul do estado, bem como dos estados de Tocantins, Mato Grosso e Goiás, com a Ferrovia Norte Sul. No ano de 2017, o porto movimentou em torno de 6 milhões de toneladas de soja.
O setor agrícola maranhense se destaca na produção de arroz (5º estado de maior produtividade de arroz do país e o 1º do Nordeste.), cana-de-açúcar, mandioca (2.ª posição no Nordeste de área plantada), milho, soja (2º maior produtor da região Nordeste), algodão (2º maior produtor do Nordeste) e eucalipto.
Na Pecuária, vale destacar a criação de bovinos no Maranhão, nas regiões da Amazônia legal e em áreas de cerrado.

### Setor de serviços e turismo
Por fim, o setor de serviços e o turismo exercem grande importância para a economia, com visitas aos Lençóis Maranhenses, o Delta do Parnaíba, a Chapada das Mesas, ao Centro Histórico de São Luís, o Parque Nacional da Serra da Capivara, o Parque Nacional de Sete Cidades, dentre outros lugares.

## Cultura

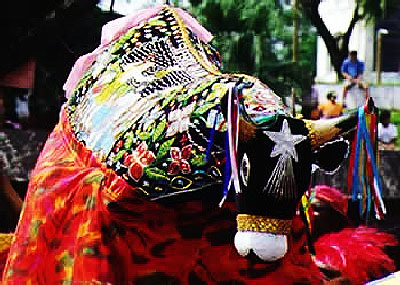
Bumba-meu-boi, elemento essencial das festividades juninas do Meio-Norte

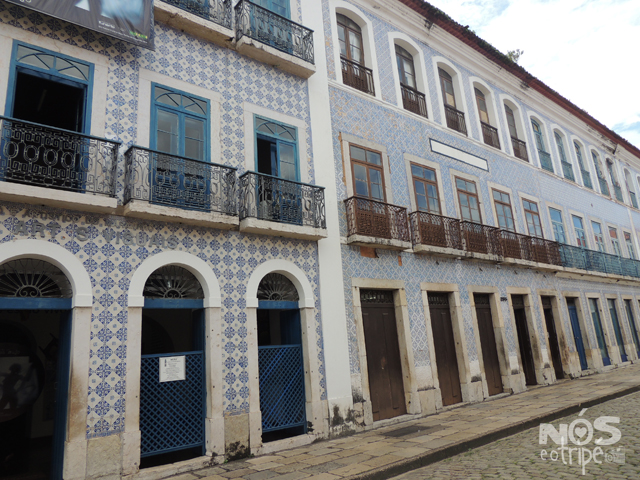
Centro Histórico de São Luís, considerado Patrimônio Cultural da Humanidade, em razão do conjunto de azulejos

O Maranhão é um dos estados mais miscigenados do Brasil, o que pode ser demonstrado pelo número de 69,9% de pardos autodeclarados ao Instituto Brasileiro de Geografia e Estatística, resultado da grande concentração de escravos indígenas e africanos nas lavouras de cana-de-açúcar, arroz e algodão, ao longo dos séculos XVII e XIX.
Alguns dos povos indígenas existentes no estado são: no tronco macro-jê,Timbira (Mehim), Kanela (Apanyekra e Ramkokamekra), Krikati, Gavião (Pukobyê), Kokuiregatejê, Timbira do Pindaré e Krejê; no tronco tupi, a família tupi-guarani, com os povos falantes das línguas tenetehára: Guajajara, Tembé e Urubu-Kaapor, além dos Awá-Guajá e de um pequeno grupo guarani.
O Maranhão conta muitas comunidades quilombolas em toda região da Baixada, rio Itapecuru e Mearim. O sincretismo religioso entre tradições africanas, indígenas e europeias deu origem ao Tambor de Mina e ao Terecô, religiões marcadas pela culto aos voduns e encantados, e que se expandiu para o Pará e Piauí.
A população branca, 20,6 por cento, é quase exclusivamente composta de descendentes de portugueses, dada a pequena migração de outros europeus para a região. Destaca-se a migração de sírios e libaneses no século XX.
O Maranhão é reconhecido por manifestações como o bumba-meu-boi, festa de tradição afro-indígena que aflora no norte do estado nas festas do mês de junho. Além disso, nas festas juninas também acontecem o Tambor de Crioula, o Cacuriá e as quadrilhas (em especial no sul do Maranhão). No carnaval, prevalece o carnaval de rua, onde os blocos populares se misturam aos brincantes, às bandinhas tradicionais ou de forró na capital e nas cidades do interior.
A cidade de São Luís é considerada a capital brasileira do reggae, tendo sido fundado o Museu do Reggae do Maranhão, o primeiro fora da Jamaica, no de 2018.
Faz parte do seu patrimônio cultural a riqueza de poemas e romances dos seus grandes escritores, tais como Aluísio de Azevedo, Gonçalves Dias, Graça Aranha, dentre outros, o que tornou a cidade e São Luís conhecida como a Atenas Maranhense. A cidade foi tombada pela Organização das Nações Unidas para a Educação, a Ciência e a Cultura como Patrimônio cultural da Humanidade, em 1997. Possui um acervo arquitetônico colonial avaliado em cerca de 3 500 prédios, conhecidos pelos azulejos portugueses.
Na culinária do estado, destaca-se o tempero, diferenciado fazendo uso de ingredientes como cheiro-verde(coentro e cebolinha verde), cominho em pó, pimenta-do-reino e vinagreira . É marcante a presença de peixes e frutos do mar como camarão, sururu, caranguejo, siri, pescada, robalo, tainha, curimbatá, mero, surubim e outros peixes de água doce e salgada. Além de consumir outros pratos como arroz de cuxá, sarrabulho, dobradinha, mocotó, carne-de-sol, galinha ao molho pardo, todos acompanhados de farinha d'água.
Dentre os bolos consumidos pelos maranhenses, podem ser destacados o bolo de macaxeira e o de tapioca. As sobremesas típicas da mesa maranhense são os doces portugueses e uma infinidade de doces, pudins e sorvetes feitos de frutas nativas como bacuri, buriti, murici, jenipapo, tamarindo, caju, cupuaçu, jaca etc.
A juçara (ou açaí) é muito apreciada pelos maranhenses, consumida com farinha, camarão, peixe, carne-de-sol ou mesmo na forma de suco, sorvete e pudim. Dada a importância da juçara na cultura maranhense, é realizada anualmente a Festa da Juçara.
A panelada, um cozido preparado a partir das vísceras da vaca, é popular em Imperatriz, segunda maior cidade no interior do estado, é oferecida em diversos pontos da cidade.
O estado do Piauí é muito rico em manifestações culturais. Como o estado é relativamente grande, havendo vários tipos de clima, vegetação e relevo, é comum a variedade de culturas conforme o local. As manifestações mais comuns no Piauí são: Bumba-Meu-Boi, Cavalo Piancó, Congada, Samba de Cumbucaoda de São Gonçalo, Reisado, entre outros.
A culinária piauiense é conhecida pelo gosto pelos temperos como a pimenta de cheiro, o coentro e o cheiro verde. O maior destaque é a galinha à cabidela, popularmente conhecida com galinha caipira, que é cozida ao molho e acrescenta-se um pouco do sangue da galinha.
Outros destaques aparecem no acompanhamento da galinha que são a paçoca (carne seca pilada com farinha), a Maria Isabel (arroz misturado com carne seca), o baião de dois (arroz misturado com feijão novo) e o sarapatel (confeccionado com carne, fígado, coração e rim de porco). Destacam-se também comidas populares como a buchada de bode e a panelada, servida nos mercados públicos.
Apesar de todas essas especiarias famosas e deliciosas a estrela de todas fica com os derivados do caju: o doce e a famosa cajuína (bebida sem álcool, clarificada e esterilizada, preparada a partir do suco de caju, apresentando uma cor amarelo-âmbar, resultante da caramelização dos açúcares naturais do suco).